# Микаелян, Грачья Гагикович
Гра́чья Га́гикович Микаеля́н (арм. Հրաչյա Գագիկի Միքայելյան; 9 января 1975, Ереван, Армянская ССР, СССР) — армянский футболист, играл на позиции центрального защитника.

## Карьера игрока
Грачья Микаелян дебютировал в Премьер-лиге 25 марта 2000 года. На тот момент ему уже исполнилось 25 лет. Дебют состоялся в составе новичка лиги ереванского «Динамо». В первом же туре Микаелян вышел на поле в стартовом составе против «Звартноц-ААЛ», который динамовцы проиграли 0:2. В следующем туре, который состоялся 4 апреля в Капане против местного «Лернагорца», Микаелян также вышел в стартовом составе и на 32-й минуте поразил ворота хозяев. В том сезоне Микаелян провёл 23-и игры из 26-и состоявшихся. Но «Динамо» не закрепилось в высшей лиге Армении и вылетело обратно в первую лигу. Микаелян же перешёл в другую ереванскую команду «Динамо-2000». В 2002 году после завершения первого круга перешёл в «Мику», после проведённого отрезка чемпионата в аштаракской команде Микаелян вновь перешёл в «Динамо-2000». Поиграв немного в Ереване Микаелян проследовал по знакомому маршруту в Аштарак.
С 2003 по 2009 года Микаелян был бессменным игроком стартового состава «Мики», а также капитаном команды на протяжении многих лет. В составе «Мики» Микаелян становился двукратным обладателем кубка, обладателем Суперкубка, трёхкратным обладателем серебряных и двукратным обладателем бронзовых медалей. Перед началом чемпионата 2010 тренерский штаб «Мики» решили отказаться от услуг футболиста. После некоторого времени Микаелян подписал контракт с новичком Премьер-лиги дилижанским «Импульсом». После окончания чемпионата клуб не стал продлевать контракт с игроком.

## Достижения
- «Мика»
  - Серебряный призёр чемпионата Армении: 2004, 2005, 2009
  - Бронзовый призёр чемпионата Армении: 2006, 2007
  - Обладатель Кубка Армении: 2005, 2006
  - Обладатель Суперкубка Армении: 2006
  - Финалист Суперкубка Армении: 2004, 2007